# 梳鰭鬼杜父魚
梳鰭鬼杜父魚，為輻鰭魚綱鮋形目杜父魚亞目杜父魚科的其中一種，為溫帶海水魚，分布於西北太平洋日本仙台海域，棲息深度可達480公尺，體長可達20公分，棲息在底層水域，生活習性不明。